# Väggö
Väggö este o arie protejată (arie specială de conservare — SAC, sit de importanță comunitară — SCI, arie de protecție specială avifaunistică — SPA) din Suedia întinsă pe o suprafață de 225 ha, integral pe uscat.

## Localizare
Centrul sitului Väggö este situat la coordonatele 58°16′34″N 16°54′49″E / 58.2761°N 16.9137°E.

## Înființare
Situl Väggö a fost declarat arie de protecție specială avifaunistică în decembrie 1996 pentru a proteja 3 specii de animale. Alte tipuri de protecție:
- sit de importanță comunitară (în ianuarie 2002)
- arie specială de conservare (în martie 2011)[1][3][4]

## Biodiversitate
Situată în ecoregiunile boreală și marină baltică, aria protejată conține 6 habitate naturale: Mlaștini turboase de tranziție și turbării mișcătoare, Recifuri, Taiga vestică, Păduri caducifoliate bătrâne naturale hemiboreale fino-scandinave (Quercus, Tilia, Acer, Fraxinus sau Ulmus) bogate în specii epifite, Mlaștini împădurite, Pante stâncoase silicioase cu vegetație casmofită.
La baza desemnării sitului se află mai multe specii protejate de  păsări (3): ciocănitoare neagră (Dryocopus martius), chiră de baltă (Sterna hirundo), cocoșul de mesteacăn (Tetrao tetrix tetrix).